# Shigeto Masuda
Shigeto Masuda (født 11. juni 1992) er en japansk fodboldspiller, som spiller for den japanske fodboldklub Fagiano Okayama.